# بلشانی و لوون
بلشانی و لوون (به چکی: Blšany u Loun) یک منطقهٔ مسکونی در جمهوری چک است که در ناحیه لوونی واقع شده‌است. بلشانی و لوون ۴٫۲۸ کیلومتر مربع مساحت و ۲۱۶ نفر جمعیت دارد و ۱۹۹ متر بالاتر از سطح دریا واقع شده‌است.